# Kretki (przystanek kolejowy)
Kretki – przystanek kolejowy i ładownia publiczna w Kretkach Dużych, w województwie kujawsko-pomorskim, w Polsce.